# Athletic futsal (Дніпро)
Athletic futsal (Дніпро) — футзальний клуб з Дніпра, учасник української Екстра-Ліги.

## Історія
Футзальний клуб «Athletic Futsal» був створений у листопаді 2015 року (засновники Самір Гусейнов і Олександр Куцик).
Певний час команда виступала на міському і обласному рівнях, де регулярно ставала переможцем і призером змагань з футзалу і міні-футболу:
- Бронзовий призер малого Кубка турніру пам'яті В.А. Арутюнова 2016/17.
- Фіналіст Gold Cup Літній кубок «Libertad-2018», «Libertad-2019».
- Переможець Першої ліги чемпіонату Дніпропетровської області з міні-футболу сезону «весна-літо 2019».
- Володар Кубка Кирилівки — 2019.
- Володар Кубка Дніпра з футзалу — 2023.
- Переможець Х Всеукраїнського турніру з футзалу «Даймонт Ліги Карпати 2023» Silver Divisiоn.
- Бронзовий призер Супер Ліги ЗМАМФ з футзалу — 2023.
- Бронзовий призер Кубку з футзалу з нагоди п’ятиріччя заснування команди ZpGroup – 2023.

У сезоні 2022/23 клуб дебютував на всеукраїнському рівні у розіграші національного Кубка, де зумів подолати одразу три раунди і дійшов до 1/4 фіналу.
В сезоні 2023/24 «Athletic Futsal» став переможцем чемпіонату України у Першій лізі і завоював путівку до Екстра-ліги, в якій команда і дебютувала у сезоні 2023/24.
Перша емблема була з моменту заснування команди (2015) і до виходу клуба на рівень Екстра-ліги. У вересні 2024 року клуб представив нову емблему.  

## Досягнення
- Перша ліга України
  -  Чемпіон (1): 2023/24.

- Кубок України з футзалу
  - 1/4 фінала: 2022/23.

- Суперліга Дніпропетровської області
  -  Чемпіон (1): 2020/21[1].
  -  Бронзовий призер (2): 2022/23[2], 2023/24[3].

- Перша ліга Дніпропетровської області
  -  Срібний призер (2): 2017/18, 2019/20 [4].
  -  Бронзовий призер (2): 2018/19.

## Склад
На 5 листопада 2024 року
| №  | Гравець                          | Позиція   | Дата народження |
| 1  | Богдан Мещеряков                 | Воротар   | нар.16.10.2005  |
| 16 | Микола Хомяк                     | Воротар   | нар.20.12.2002  |
| 27 | Данило Лутай                     | воротар   | нар.03.03.1996  |
| 4  | Артем Файдор                     | Універсал | нар.20.02.2002  |
| 6  | Давид Калашник                   | Універсал | нар.06.08.2003  |
| 7  | Віталій Дзюба (капітан)          | Універсал | нар.03.06.1995  |
| 8  | Владислав Кримковий              | Універсал | нар.10.04.2005  |
| 10 | Олександр Іванов, (віце-капітан) | Універсал | нар.10.12.1989  |
| 11 | Богдан Зінгель                   | Універсал | нар.27.01.2003  |
| 12 | Олег Виставной                   | Універсал | нар.12.09.1997  |
| 17 | Владислав Васильєв               | Універсал | нар.12.08.1998  |
| 30 | Артем Щур                        | Універсал | нар.17.09.2003  |
| 33 | Едуард Нагорний                  | Універсал | нар.28.02.2000  |
| 37 | Давид Мормуль                    | Універсал | нар.24.07.2001  |
| 69 | Кирило Сторожук                  | Універсал | нар.28.05.2005  |
| 77 | Максим Галич                     | Універсал | нар.18.07.2000  |
| 94 | Дмитро Делятинський              | Універсал | нар.26.06.1994  |